# Radek Bukač
Radek Bukač (* 12. června 1981) je český fotbalista, útočník. Mimo Česka působil také na Slovensku (Banská Bystrica).

## Klubová kariéra
V sezóně 2004/05 vyhrál s Banskou Bystricou pohár.
S Viktorií Žižkov hrál 1. českou ligu. V lednu 2009 odešel na hostování do Hradce Králové, v létě 2009 se do Viktorie vrátil. Později působil v nižších českých soutěžích.